# St. Martin (Willishausen)

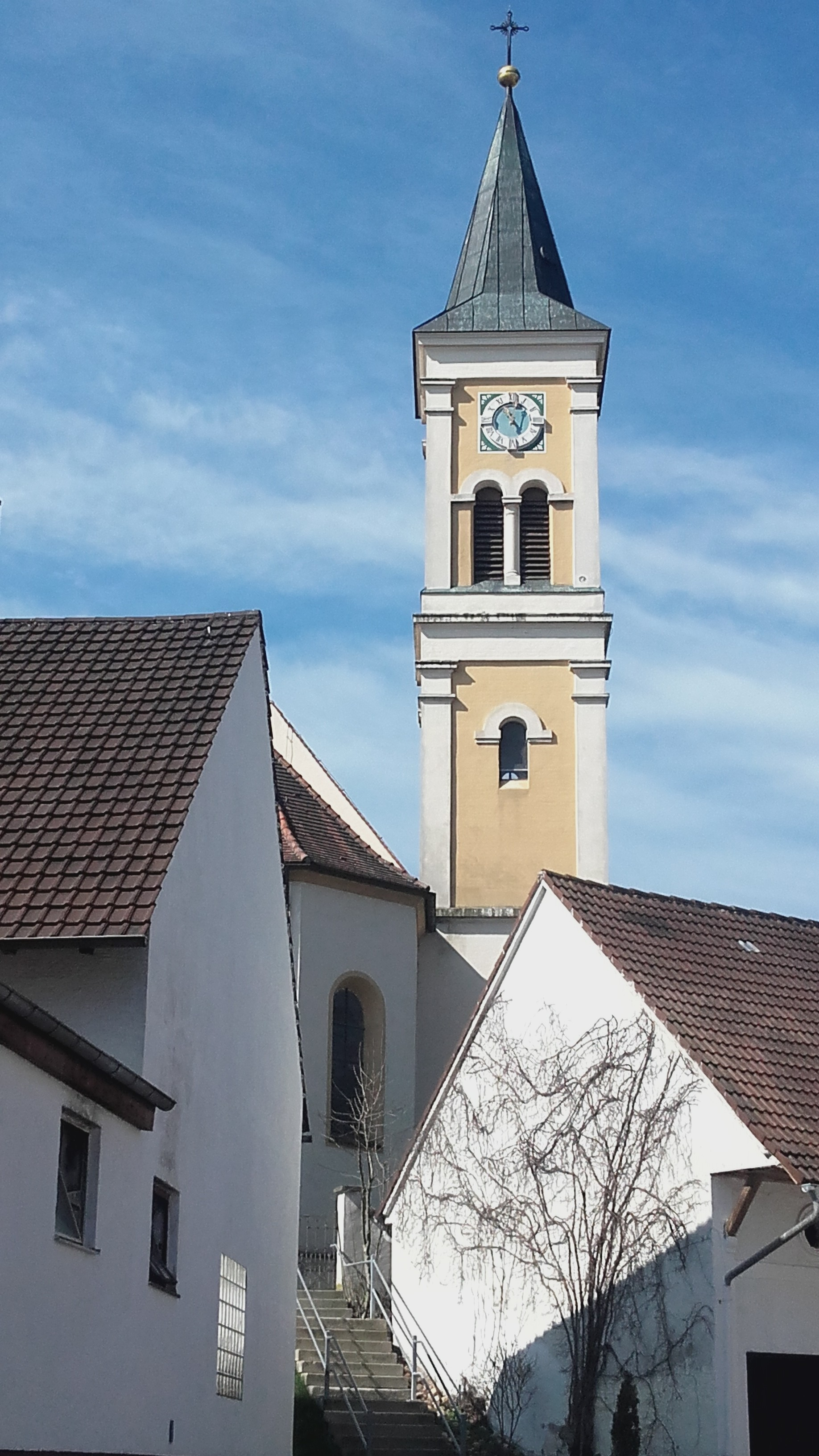
St. Martin in Willishausen

Die römisch-katholische Pfarrkirche St. Martin steht in Willishausen, einem Gemeindeteil des Marktes Diedorf im schwäbischen Landkreis Augsburg von Bayern. Das Bauwerk ist in der Liste der Baudenkmäler in Diedorf als Baudenkmal unter der Nr. D-7-72-130-14 eingetragen. Die Pfarrei gehört zum Dekanat Augsburg-Land des Bistums Augsburg. 

## Beschreibung
Die Saalkirche besteht aus einem im Kern romanischen Langhaus, einem eingezogenen, dreiseitig geschlossenen, spätgotischen Chor im Osten, einer Sakristei an der Südwand und einem Chorflankenturm an der Nordwand des Chors. Nach einem Einsturz des Chorflankenturms wurde der dabei beschädigte Chor 1694 erneuert und das Langhaus nach Westen verlängert. Der Chorflankenturm wurde 1890 auf quadratischem Grundriss wieder aufgebaut. Sein oberstes Geschoss mit Pilastern an den vier Ecken beherbergt die Turmuhr und den Glockenstuhl. 
Der Innenraum des Langhauses ist mit einer Flachdecke überspannt, der des Chors mit einem Stichkappengewölbe. Den Stuck im Langhaus hat um 1745 Joseph Dossenberger eingebracht, die Fresken stammen von Johann Georg Wolcker. Der Hochaltar wurde 1694 aufgestellt. Das Altarretabel wurde aus dem Umkreis von Johann Georg Bergmüller bemalt.
Die Orgel wurde 1910 als Opus 243 von Willibald Siemann gebaut.